# Пелуз, Теофиль-Жюль
Теофиль-Жюль Пелуз (Théophile-Jules Pelouze, 26 февраля 1807, Валонь — 31 мая 1867, Бельвю) — французский химик, ученик Гей-Люссака.

## Биография
Отец Теофиля, Эдмон Пелуз, после руководства несколькими заводами, был назначен на мануфактуру Сен-Гобен, а также руководил фабрикой по производству фарфора, основанной по его указанию в Валони. Он был автором разнообразных технических сооружений и написал огромное количество трудов по прикладным наукам, в том числе и по производству железа, по минералогии, по изготовлению печей, по производству кокса, по фаянсу, по паровой машине и т. д. Он возглавлял кузницу в Крезо и умер в Париже примерно в 1847 году. Он был тем человеком, который выдвинул идею о выращивании хлопка в Алжире.
Находясь в аптекарской лавке в Ла-Фер, на обучении, Теофиль Пелуз позднее покидает её, после совета Воклена, проявлявшего большой интерес к его отцу. Воклен узнал у юного Пелуза, во время поездки в Париж, что тот недоволен своими знаниями по фармацевтике, которыми владеет, поэтому Воклен направляет его к А. Шевалье, который стал участвовать в исследованиях Теофиля с таким рвением и проницательностью, что вся исследовательская практика была скорее приятным отдыхом, нежели работой.
В аптечной лавке в Пон-Сен-Мишель Пелуз познакомился с Лассэнем. Последний, оценив его способности, представил Пелуза Гей-Люссаку, который направил его в качестве ассистента в лабораторию Вильсона, где он проработал два года. Его характер, любовь к работе и способности завоевали благосклонность Гей-Люссака, который стал воспринимать его скорее в качестве друга, нежели ученика.
После двухлетнего пребывания в лаборатории Вильсона, во главе с Гей-Люссаком и Лассэнем, Пелуз покидает лабораторию и, вернувшись к своим первоначальным занятиям, появляется на конкурсе парижских больниц 1829 года, для получения интернатуры в фармацевтической области и проводит часть своей стажировки в Сальпетрие.
Пелуз, хотя и был занят в интернатуре, предавался любимому занятию: практическому изучению химии, но состояние здоровья вынудило его уйти из интернатуры. Он ограничился тем, что следил за работой в лаборатории своего руководителя. Там, наряду с Гей-Люссаком, были проведены многочисленные эксперименты по анализу золота и серебра, по алкалиметрии и хлорометрии и т. д.
В 1830 году Пелуз был назначен в Лилль профессором кафедры прикладной химии и технологии, которую возглавлял Фредерик Кульман. Эта кафедра и его лаборатория, расположенные на улице Ломбард в Лилле, существовали при поддержке Общества науки, сельского хозяйства и ремёсел, членом которого он являлся. Он, в частности, участвовал в исследованиях свекловичного сахара, его производства и очистки и показал, что он не содержит глюкозу. Он продемонстрировал, что тростниковый и местный сахар идентичны.
Возвратившись в Париж, Пелуз становится преподавателем химии в Политехнической школе, в которой успешно заменяет Гей-Люссака в качестве профессора. Как преподаватель Политехнической школы, он становится коллегой Дюма, с которым у него была самая глубокая и искренняя дружба. Его ученик, Асканио Собреро, открыл нитроглицерин. Альфред Нобель был его учеником в течение года.
Позднее он преподавал в Коллеж де Франс. Пелуз добился дружбы и уважения самых выдающихся химиков той эпохи, таких как Берцелиус и Юстус фон Либих, с которыми он работал над различными проектами.
В 1837 году Пелуз был выбран членом Академии наук. Также в этом году он был назначен членом института Франции, заменяя Дейе. В это же время, он заменял барона Тенара в Коллеж де Франс на кафедре неорганической химии с 1845 по 1850 год, и временно заменял Дюма в Политехнической школе.
Назначенный в 1833 году в результате конкурса на должность пробирщика на Монетный двор, он стал контроллёром испытаний и в 1848 году — главой комиссии по монетам. Работы Пелуза печатались в «Comptes Rendus» и «Annales de chimie et de physique». Он издал, вместе со своим ассистентом, Эдмоном Фреми, «Трактат по общей химии»(Traité de chimie générale)(1854—1857) выдержавшая три издания с 1853 по 1860 года, сокращенное издание которой именовалось как «Курс общей химии» (Cours de chimie générale) (1848—1849).

## Работы и исследования
Было бы трудно перечислить все работы Пелуза, число которых просто огромно. Первая из них, тема которой Solanum dulcamara, была подписана: Жюль Пелуз, ученик фармацевта. В своих первых исследованиях ученый руководствовался работами Антуана Бутрона Шарлярда (который сам шёл по стопам Пьера Робике, известного химика-аналитика). Его наиболее важные работы напечатаны в различных научных журналах, например исследования смеси азотной и серной кислоты и солей этой смеси, глицерина, мочевой кислоты, продуктов гидролиза дициана, дегидратации цитратов и получения лимонной кислоты, работы по производству платины, по новой реакции дициана с железом, по жирам, по разложению органических веществ при добавлении барита, минерала сульфата бария (вместе с Мийоном), по эфирным маслам, по мышьяку, по мочевине, по аллантоину, по сахару из свеклы и кукурузы, по хлорноватой, масляной и молочной кислотам, по новому методу определения меди, по производству детонаторов с гремучей ртутью, по обнаружению бензольного кольца в танинах и т. д. Он открыл, что для нитрилов характерна тройная связь между углеродом и азотом: -C≡N. Он разработал легко взрывающуюся нитробумагу (предшественник нитроглицерина) и определил атомные веса многих элементов. Он первым по времени осуществил получение пироксилина (1838 год), обобщил способ получения органических пирокислот и улучшил методы фабрикации сахара. Также он разработал несколько методов количественного анализа.
В 1837 году, Пелуз был избран членом Академии наук и начинает работать в Академии Руана 26 июня 1840 года. Пелуз становится главой Ордена Почётного легиона, христианского ордена в Португалии; он принадлежал к большому количеству Академий и научных сообществ в разных странах. Его в 1849 году назначают членом муниципального совета, в котором он работал вплоть до своей кончины.
Как друг молодых студентов, Пелуз основал в 1846 году школу-лабораторию. Несмотря на многочисленные заботы, он посвящал свое свободное время этому важному проекту.
Пелуз дожил лишь до шестидесяти. Незадолго до смерти, он был перевезен в дом, который он арендовал в Бельвю, естествоиспытателем Дюпоном, с которым он часто работал, будучи учеником в аптекарской лавке.

## Память
Его имя является одним из семидесяти двух выгравированных на Эйфелевой башне.

## Публикации
- Mémoire sur les produits de la distillation des acides malique, tartrique et paratartrique, suivi de considérations générales sur les acides pyrogénés, Paris, A. Saintin, 1836 ("content":["TH_000243_001_e0000002",true,""]} lire en ligne Архивная копия от 3 марта 2016 на Wayback Machine Архивная копия от 3 марта 2016 на Wayback Machine)
- Mémoire sur le tannin et les acides gallique, pyro-gallique, ellagique et méta-gallique, Paris, A. Saintin, 1836 ("content":["TH_000021_001_e0000002",true,""]} lire en ligne Архивная копия от 3 марта 2016 на Wayback Machine Архивная копия от 3 марта 2016 на Wayback Machine)
- Traité méthodique de la fabrication du coke et du charbon de tourbe, Paris, Librairie de Maison, 1842
- Cours de chimie générale, Paris, Masson, 1848
- Traité de chimie générale, Tome 1, V.Masson(Paris), 1854, Texte en ligne disponible sur IRIS Архивная копия от 25 декабря 2016 на Wayback Machine Архивная копия от 25 декабря 2016 на Wayback Machine
- Traité de chimie générale, Tome 2, V.Masson(Paris), 1854, Texte en ligne disponible sur IRIS Архивная копия от 25 декабря 2016 на Wayback Machine Архивная копия от 25 декабря 2016 на Wayback Machine
- Traité de chimie générale, Tome 3, V.Masson(Paris), 1854, Texte en ligne disponible sur IRIS Архивная копия от 25 декабря 2016 на Wayback Machine Архивная копия от 25 декабря 2016 на Wayback Machine
- Traité de chimie générale, Tome 4, V.Masson(Paris), 1855, Texte en ligne disponible sur IRIS Архивная копия от 25 декабря 2016 на Wayback Machine Архивная копия от 25 декабря 2016 на Wayback Machine
- Traité de chimie générale, Tome 5, V.Masson(Paris), 1856, Texte en ligne disponible sur IRIS Архивная копия от 25 декабря 2016 на Wayback Machine Архивная копия от 25 декабря 2016 на Wayback Machine
- Traité de chimie générale, Tome 6, V.Masson(Paris), 1857, Texte en ligne disponible sur IRIS Архивная копия от 25 декабря 2016 на Wayback Machine Архивная копия от 25 декабря 2016 на Wayback Machine
- Traité de chimie, générale, analytique, Paris, Librairie Victor Masson, 1860
- Recherches sur les eaux minérales des Pyrénées, Paris, Baillière, 1848
- Mémoire sur les produits de la distillation des acides malique, tartrique et paratartrique, suivi de considérations générales sur les acides pyrogénés Архивная копия от 25 декабря 2016 на Wayback Machine Архивная копия от 25 декабря 2016 на Wayback Machine, page 287 des Annales de chimie et Physique — tome 56, sous la direction de MM. Gay Lussac et Arago, 1834 ; ré-édité à Paris, Saintin, 1836
- Recherches expérimentales sur la végétation. Rôle des nitrates dans l’économie des plantes. Procédés nouveaux pour doser l’azote des nitrates, en présence de matières organiques, Paris, Mallet-Bachelier, 1856
- Antoine-François Boutron-Charlard et Théophile-Jules. Pelouze, Memoire sur l’asparamide et l’acide asparamique, Paris, éditeur Mme Veuve Thuau, 1833, 24 p.